# Volkswagen Transporter
Volkswagen Transporter este un vehicul comercializat de producătorul german de automobile Volkswagen.

### T1 (1949)

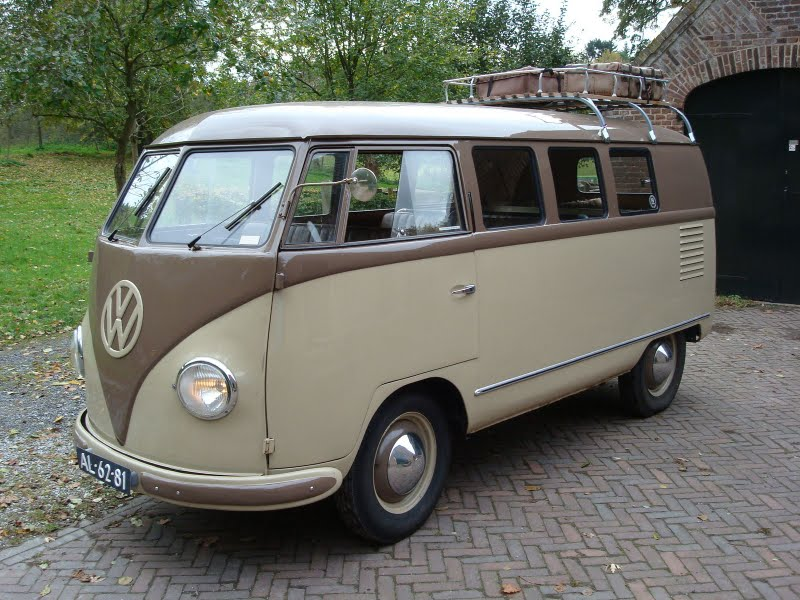
Volkswagen Type2 (T1)

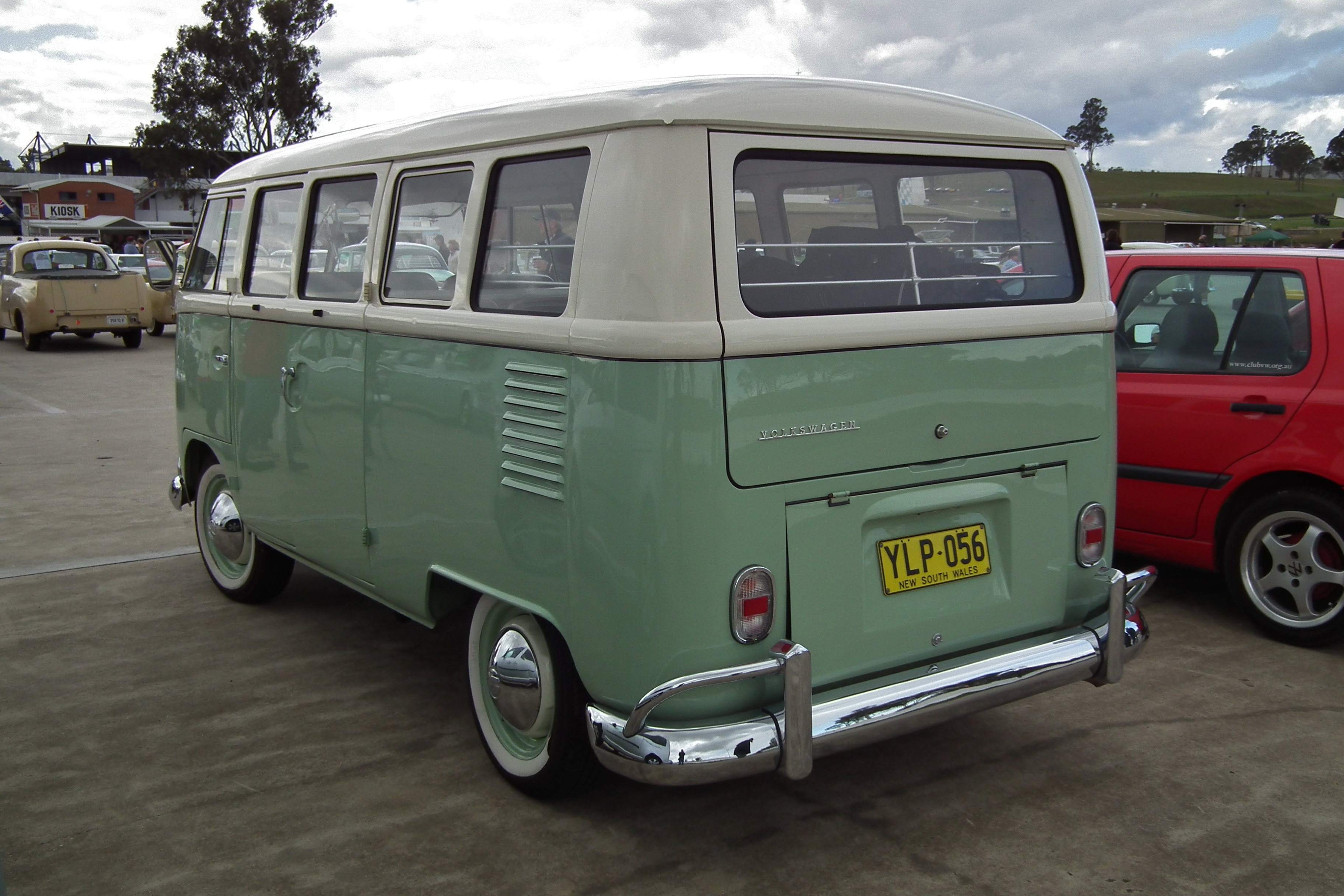
Volkswagen Type2 (T1)

### T2 (1967)

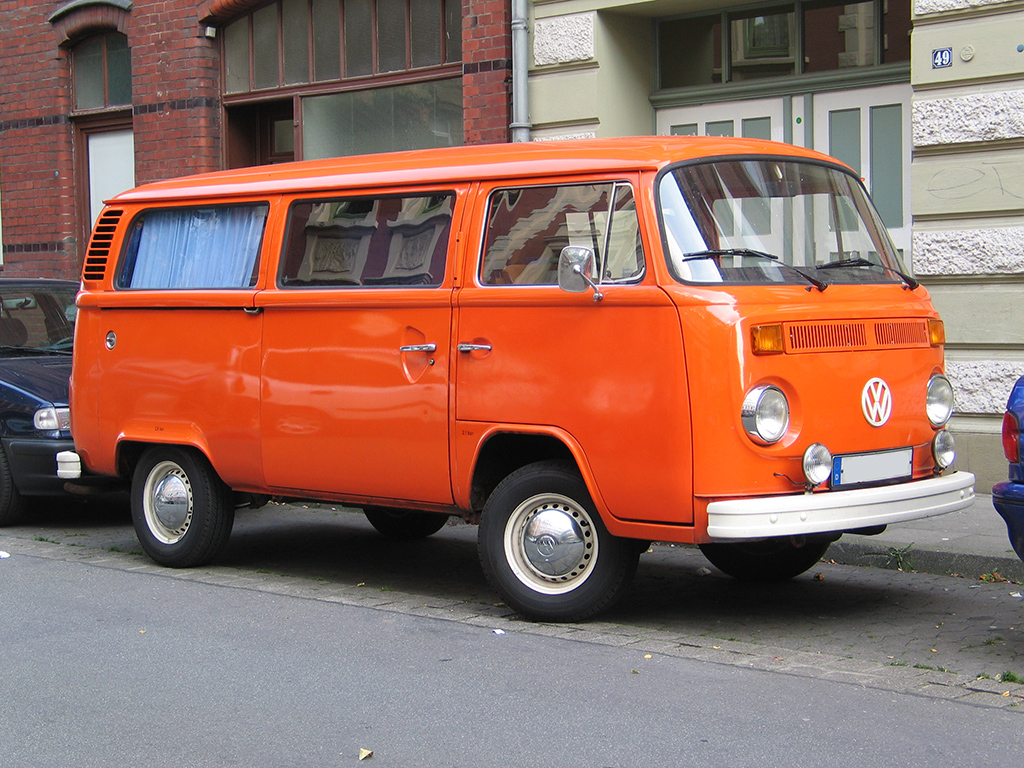
Volkswagen Type2 (T2)

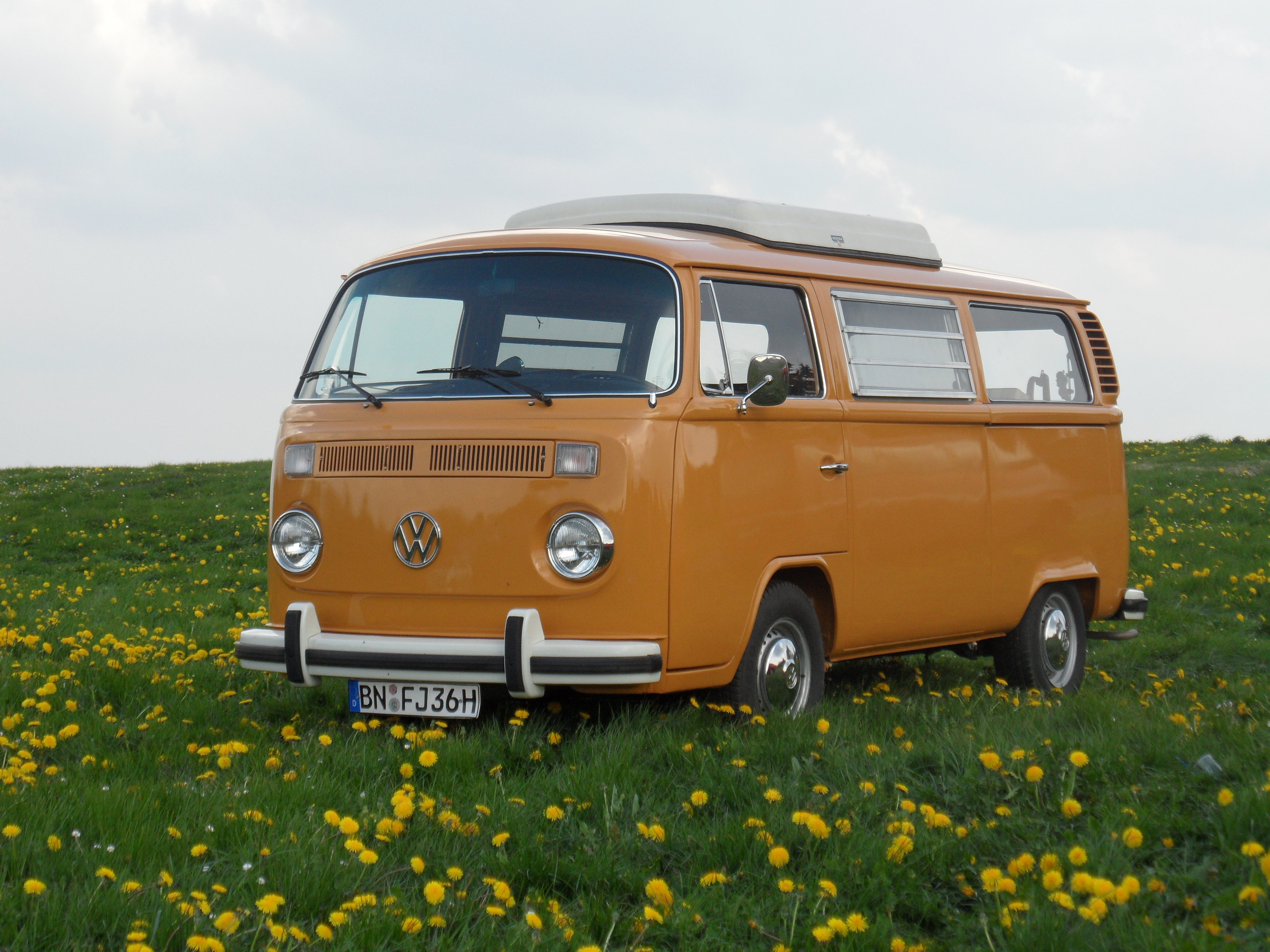
T2b Camper

### T3 (1979)

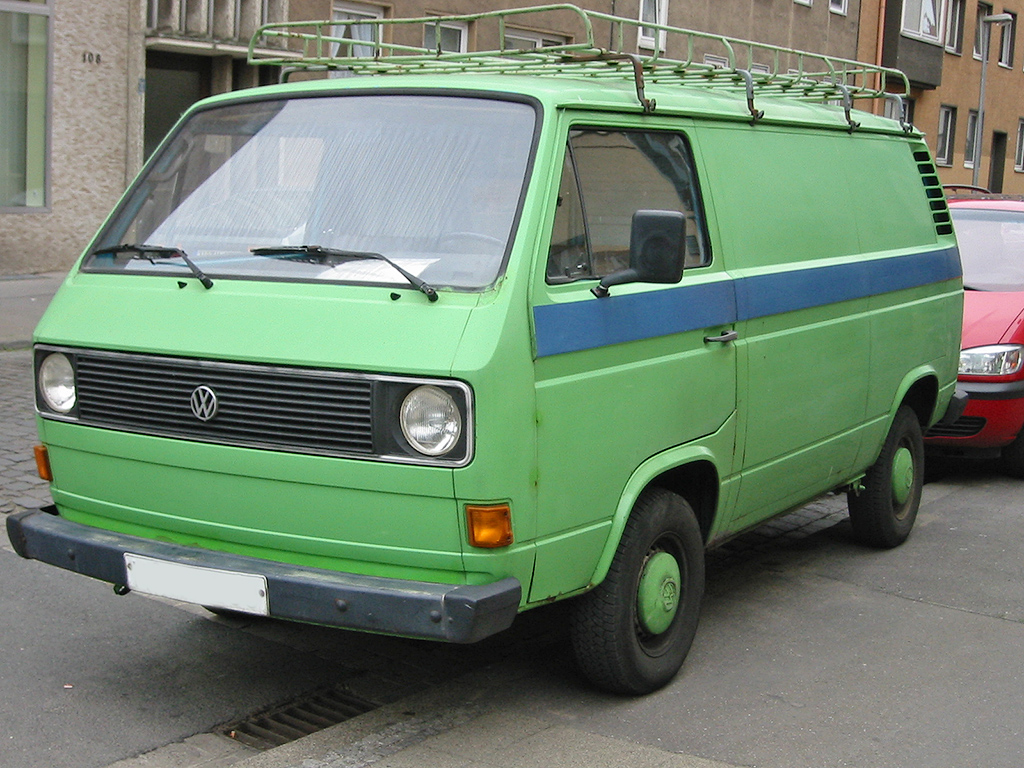
Volkswagen Type2 (T3)

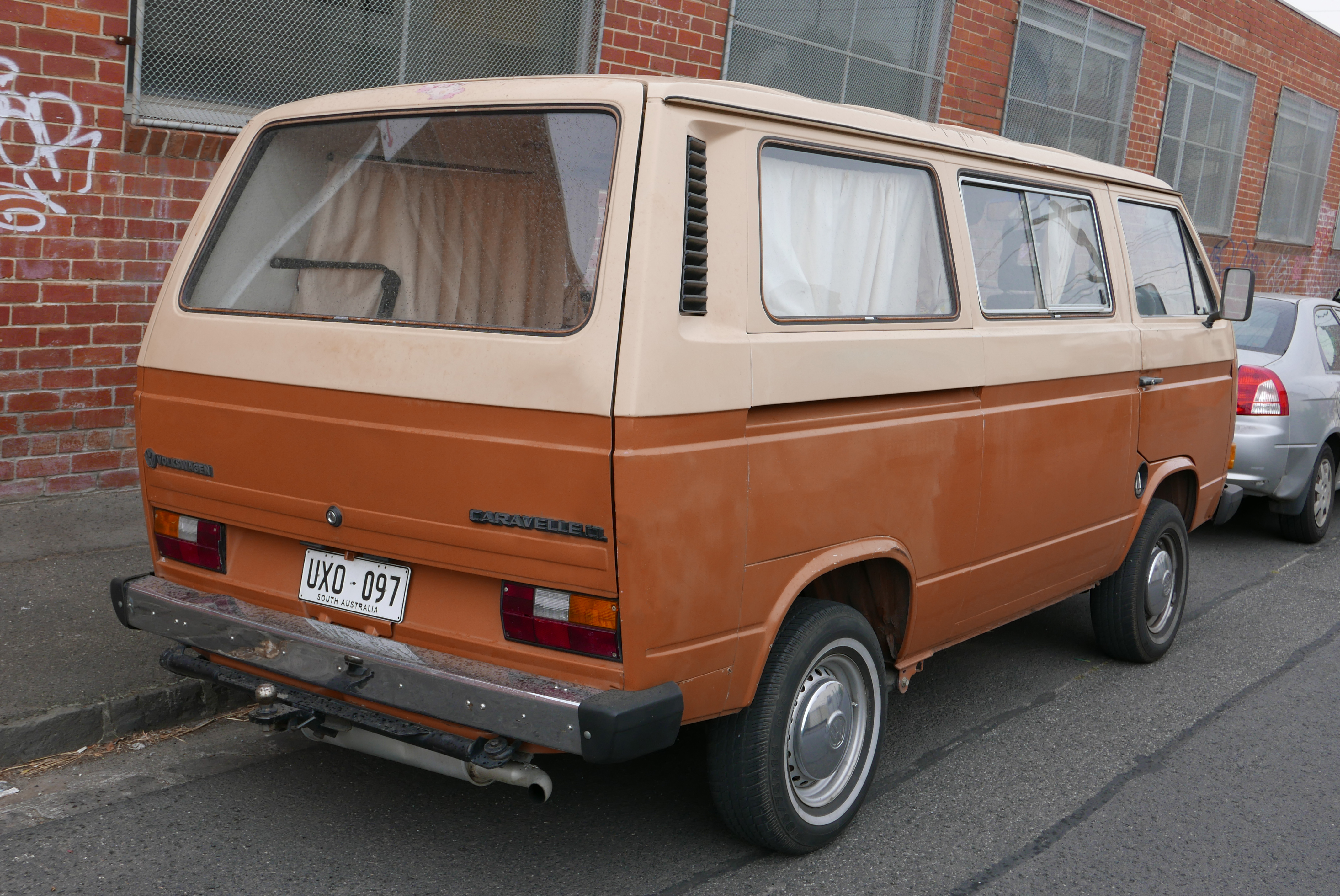
Volkswagen Type2 (T3)

### T4 (1990)

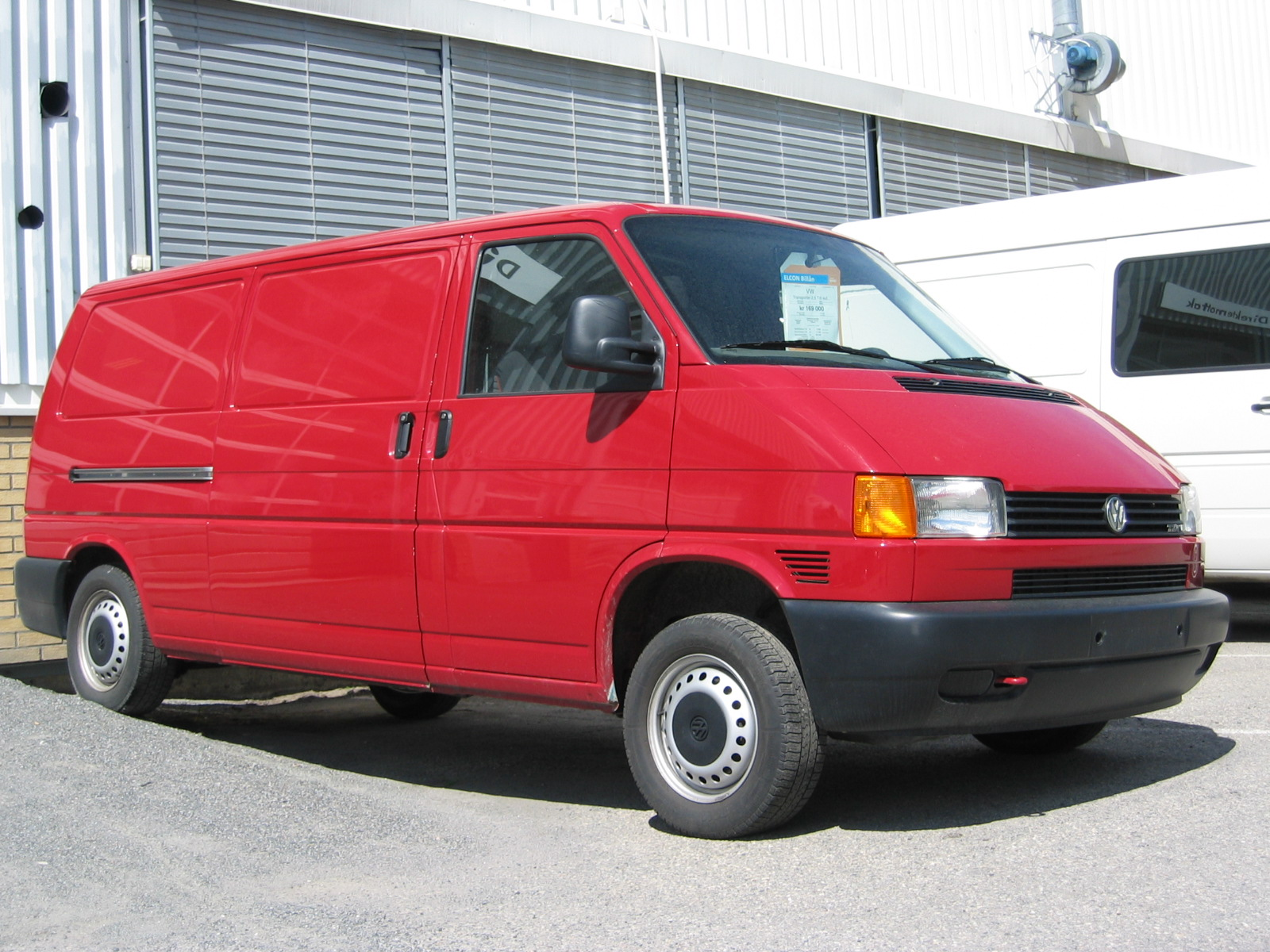
Volkswagen Transporter (T4)

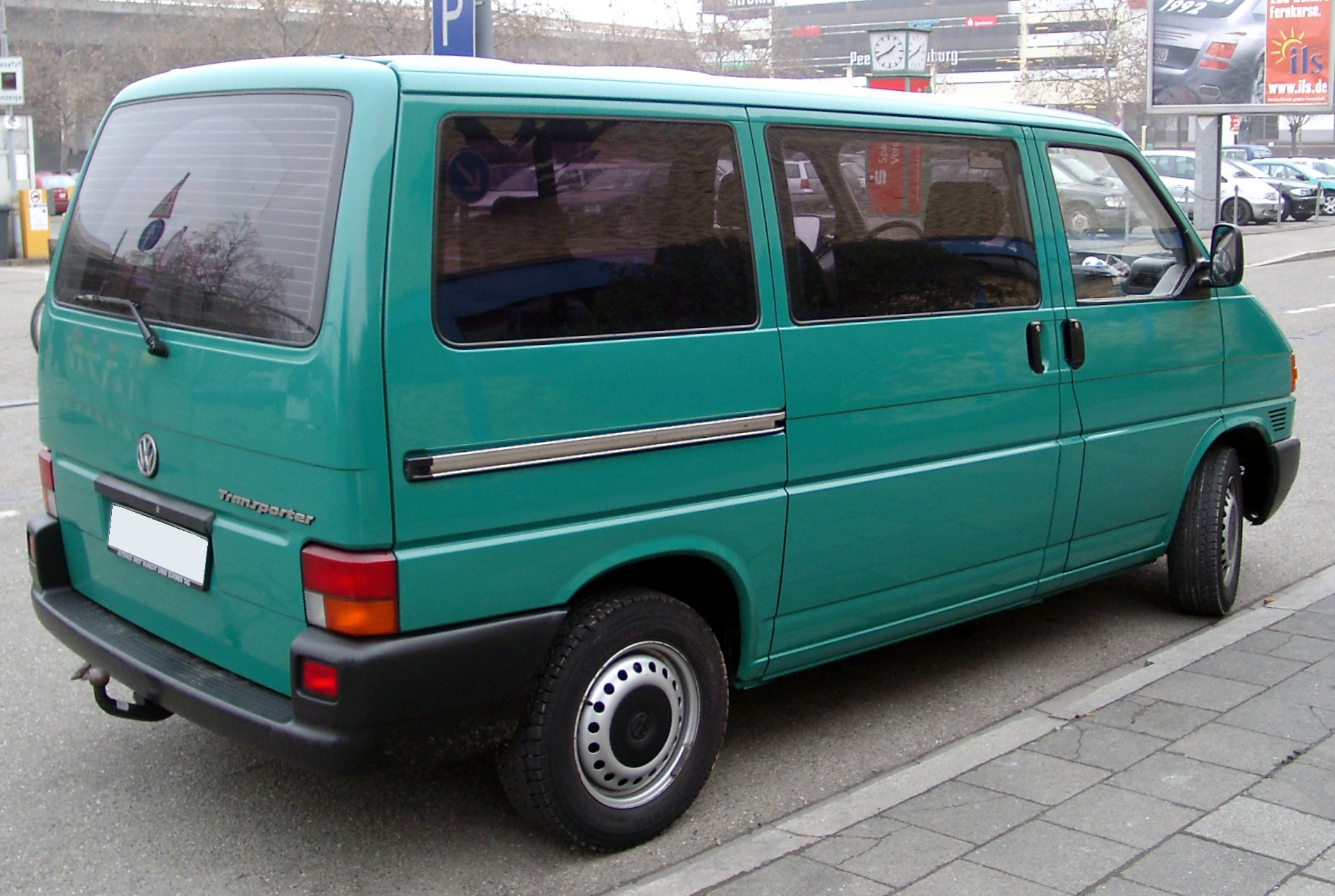
Volkswagen Transporter (T4)

### T5 (2003)

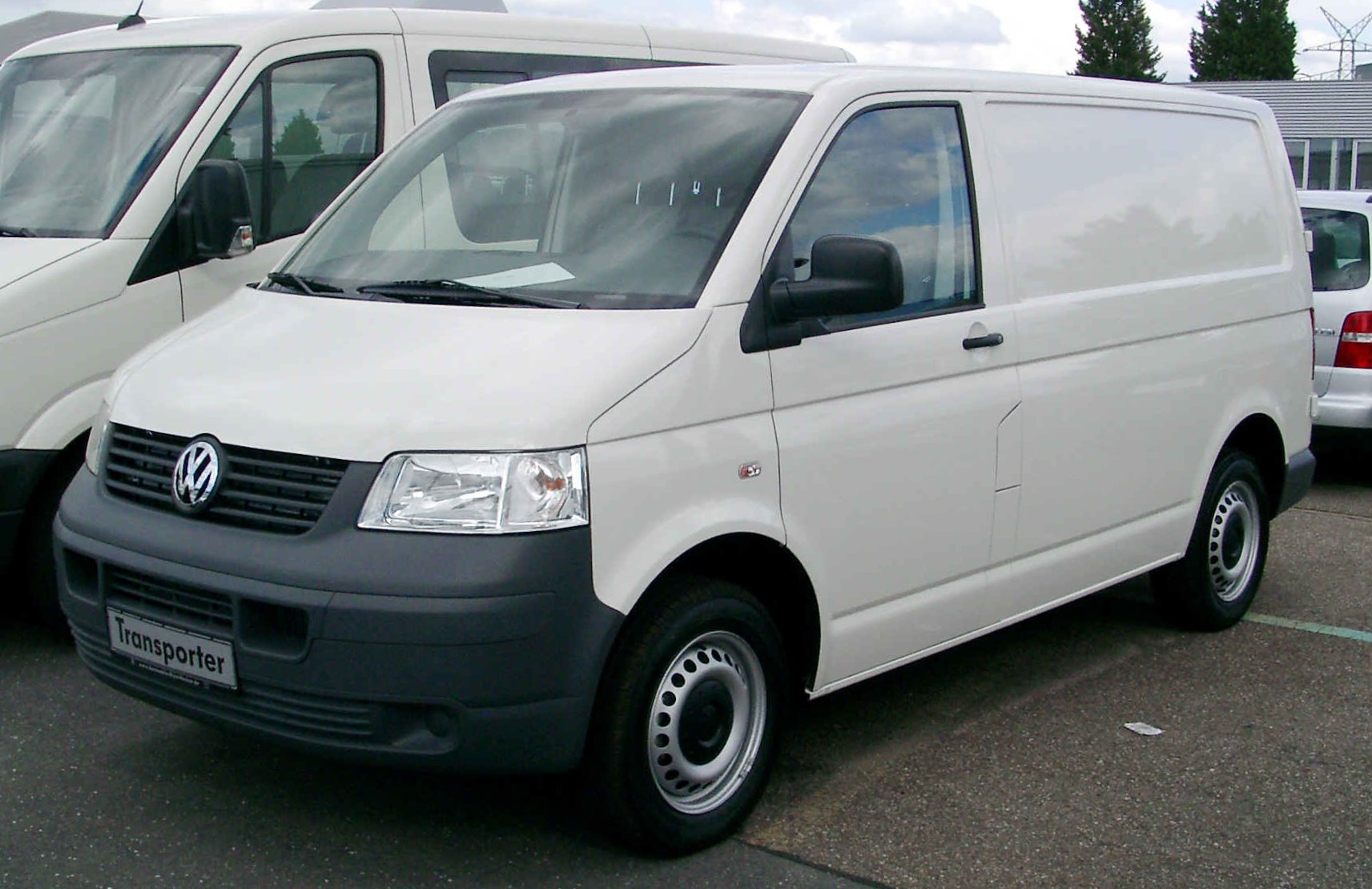
Volkswagen Transporter (T5)

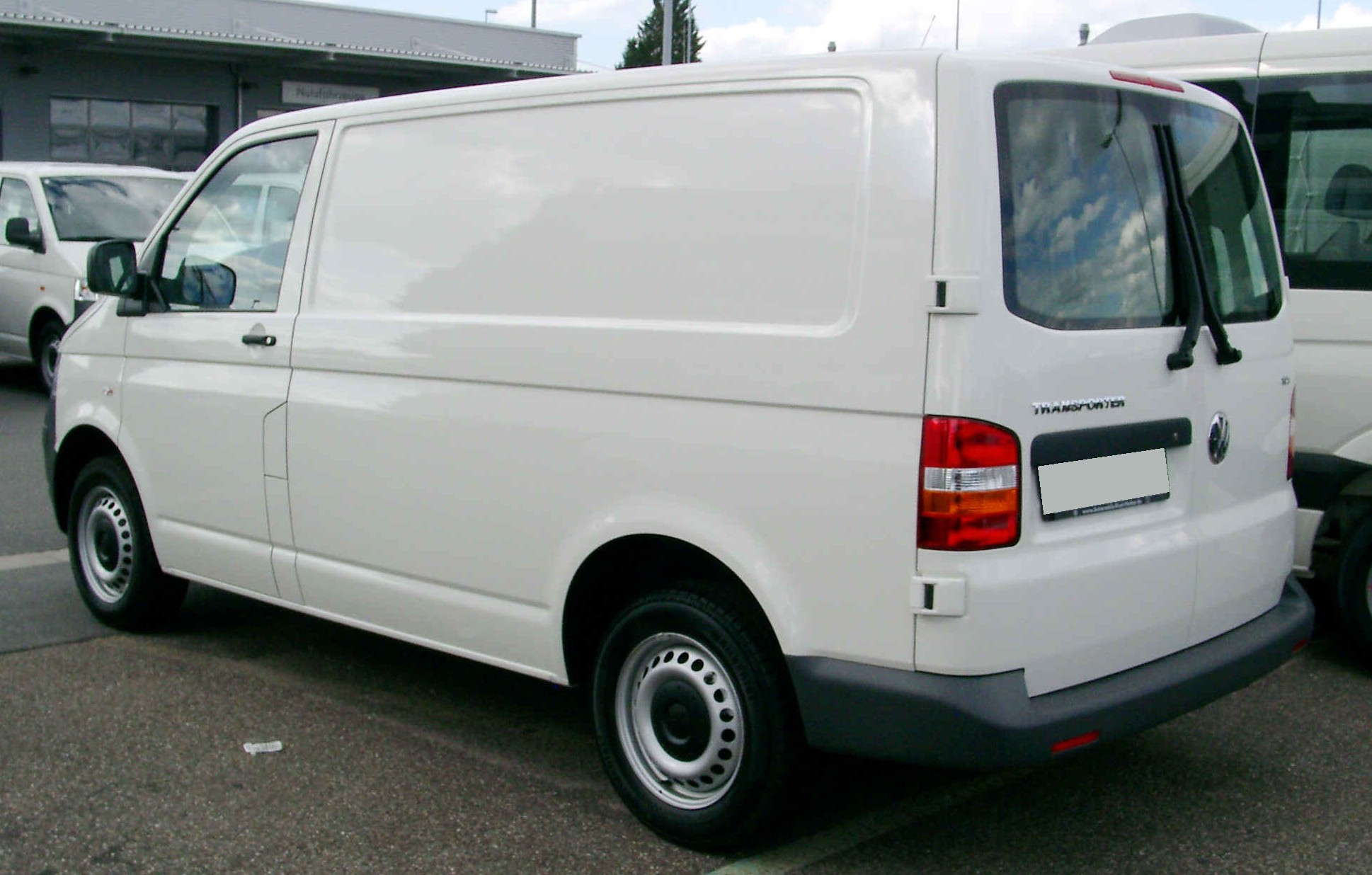
Volkswagen Transporter (T5)

### T6 (2016)

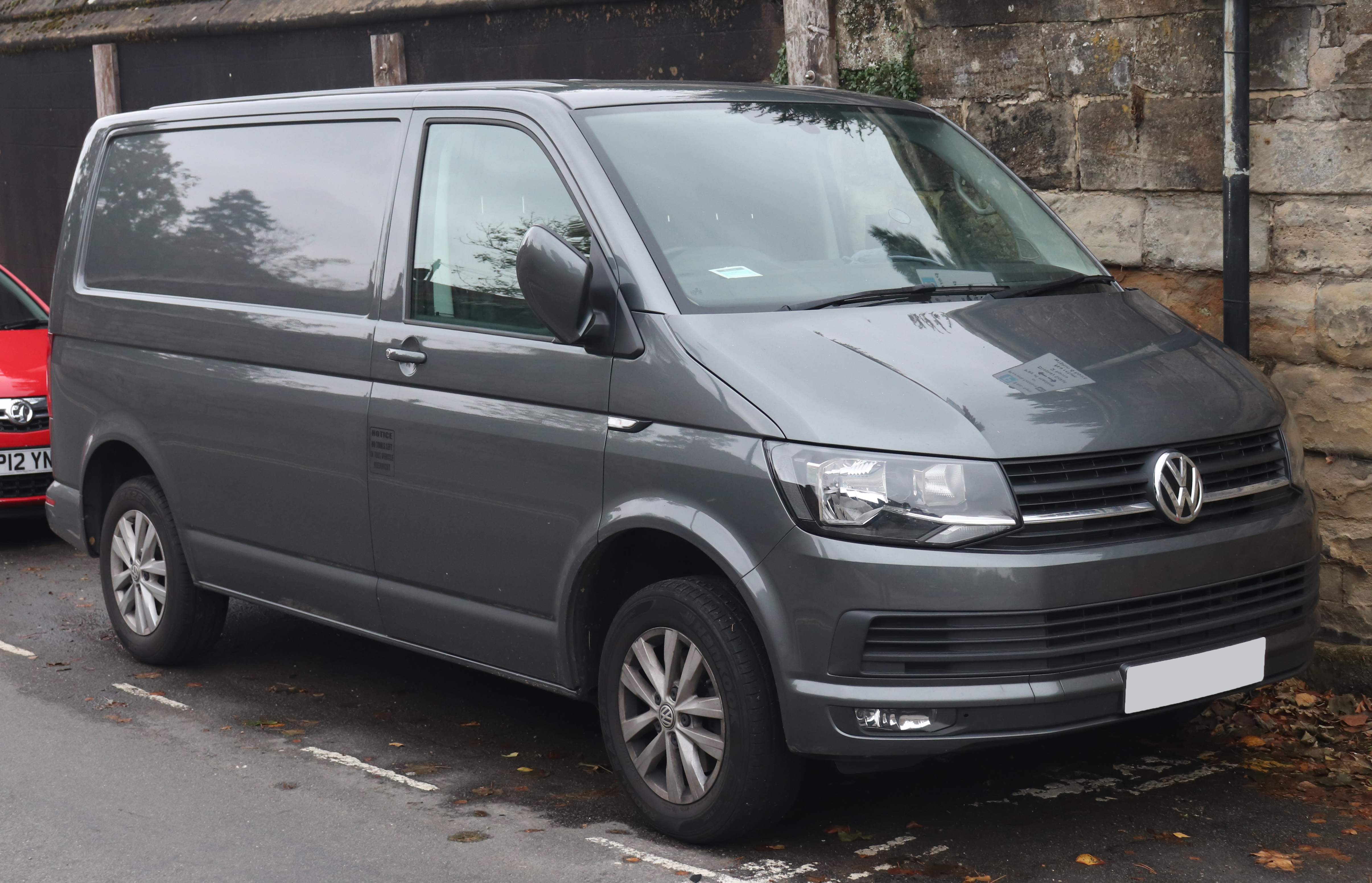
Volkswagen Transporter (T6)

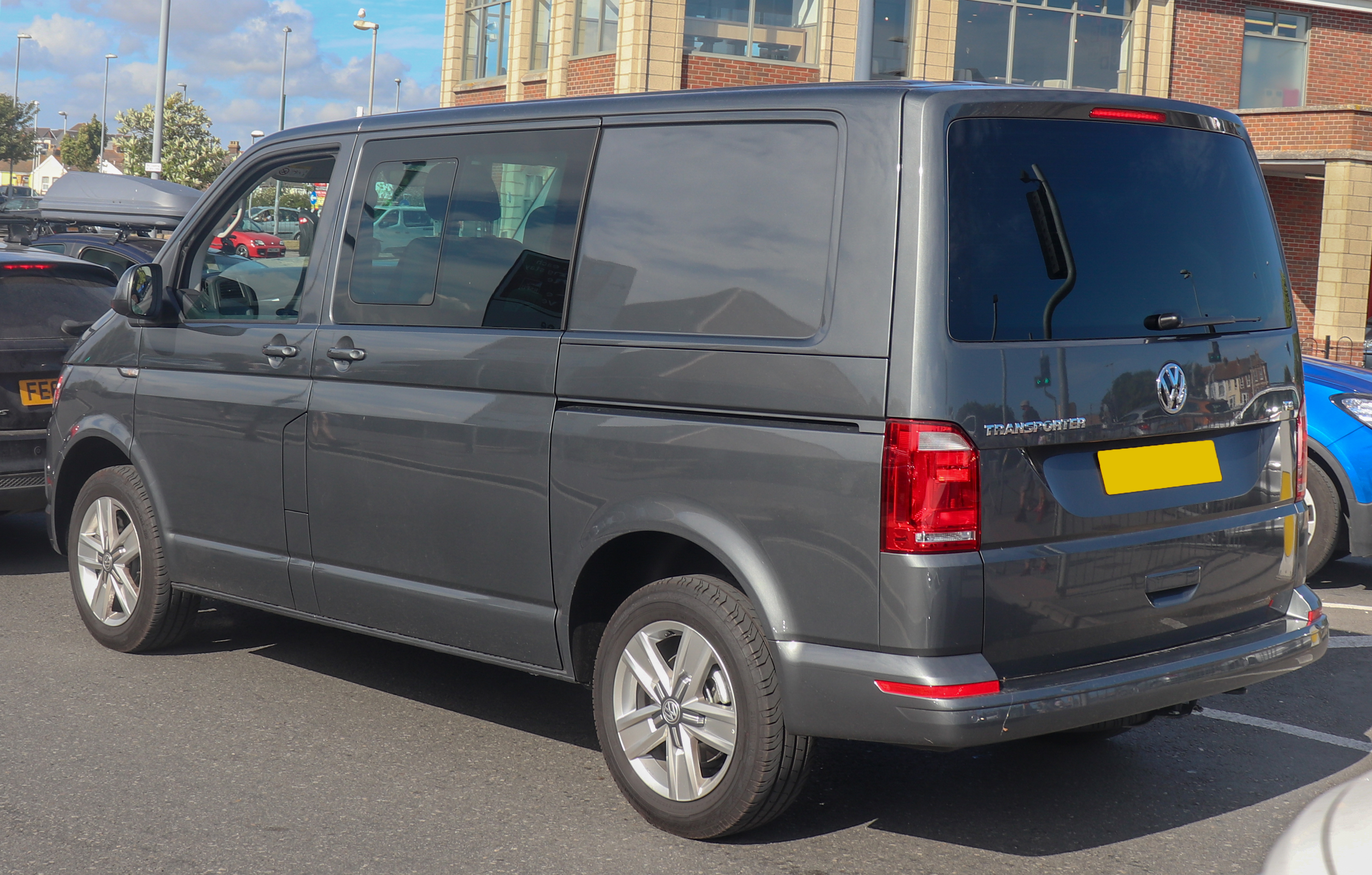
Volkswagen Transporter (T6)

### T7 (2022)

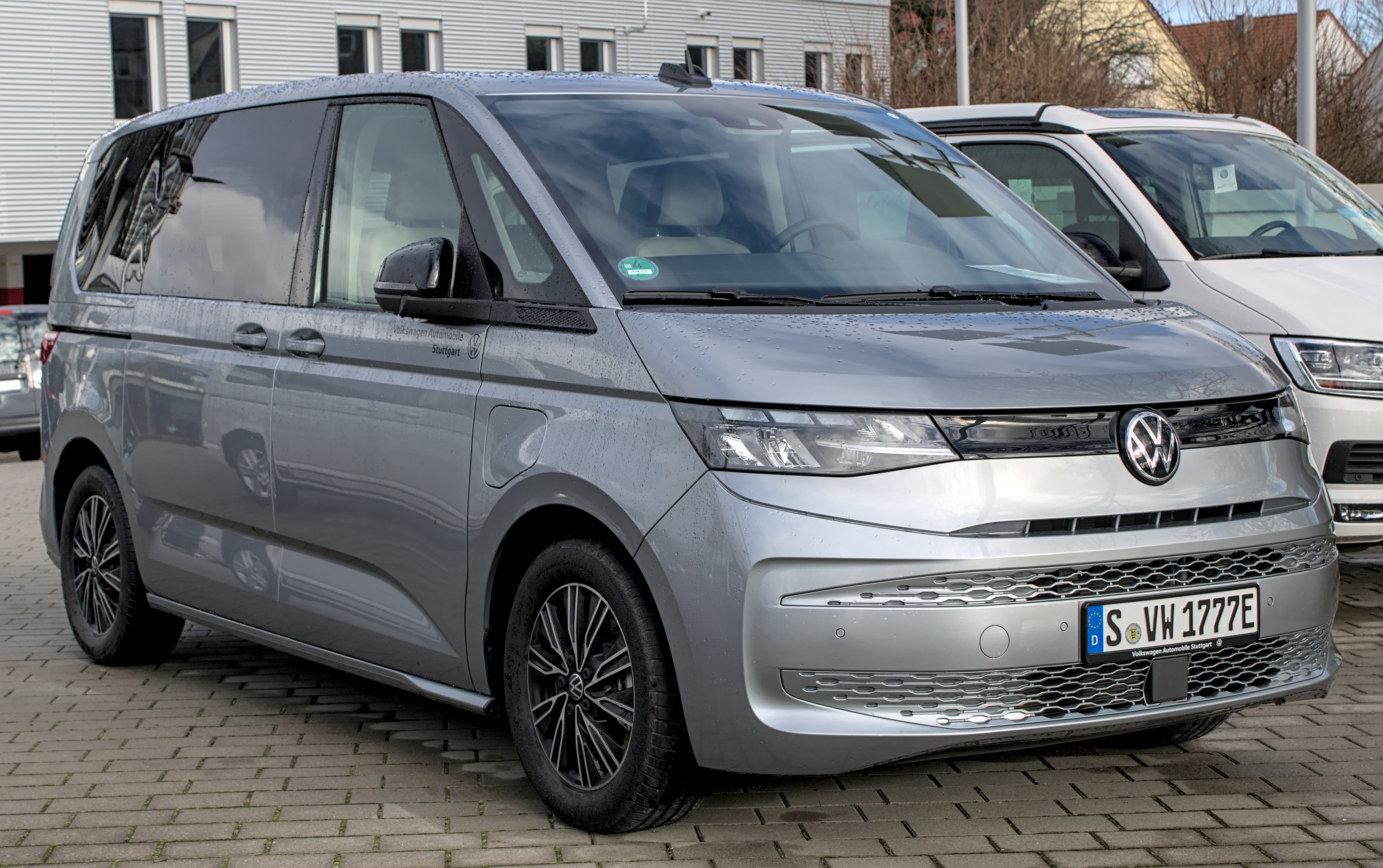
Volkswagen Transporter (T7)

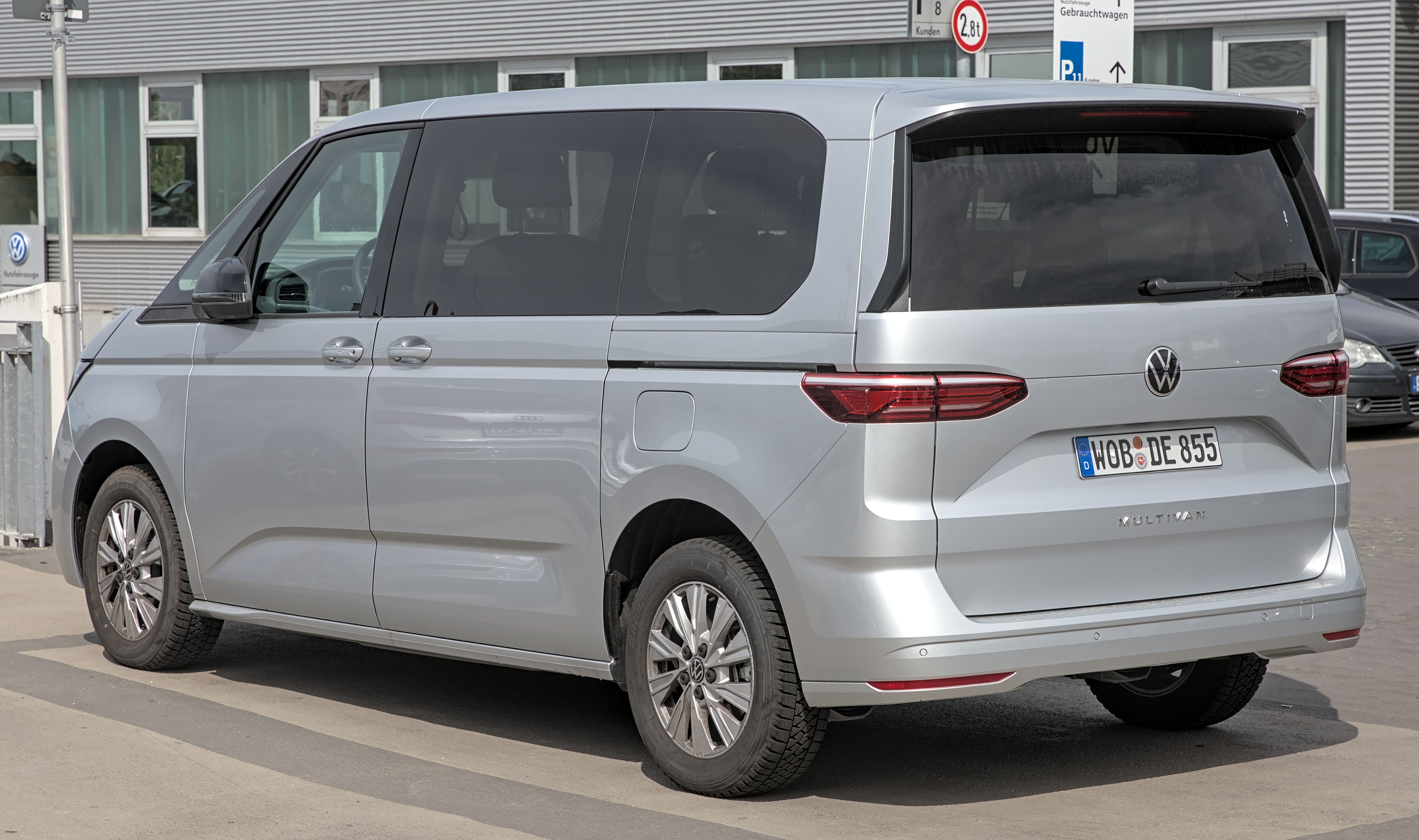
Volkswagen Transporter (T7)